# Anders Ohls
Anders Ohls, född 1 november 1873 i Korsholm, död 22 juli 1961 i Björköby, var en finlandssvensk uppfinnare.

## Barn- och ungdom
När Anders Ohls skulle börja skolan i början av 1880-talet fanns det ingen skola på Björkö, så han lärde sig läsa, skriva och räkna själv. En ambulerande skola verkade om somrarna från år 1877.
I Björkö fanns inte andra yrkesmöjligheter än att vara skärgårdsbonde eller fiskare. Vid 10–12 års ålder hjälpte Anders och hans äldre syster till med arbetet genom att om vintrarna binda en sköt, som användes vid strömmingsfiske. Varje sköt hade 40 800 knutar. Till nätbindningen användes bindkavel och nål. Eftersom arbetet var tråkigt och långrandigt började Ohls fundera på om det kunde finnas ett enklare sätt att utföra nätbindning. Han provade att göra detta med bitar av järntråd och plåt och på så sätt började han experimentera med maskinell bindning.
Då Ohls var 21 år gammal hade en kvinna i byn en stickmaskin och inspirerad av denna började han utveckla en liknande maskin för skötar och fisknät. Han byggde en provmaskin av trä, järntråd och plåtbitar. Maskinen fungerade bra och väckte intresse hos många, däribland diplomingenjör Oskar Gros från Vasa, som seglade ut till Björkö för att se maskinen. Gros gjorde ritningar av maskinen så att den skulle kunna tillverkas av en verkstad.

## Karriär
Ritningarna av Ohls nätbindningsmaskin skickades till Sankt Petersburg i Ryssland. Två maskiner byggdes och Ohls reste till Sankt Petersburg för att sätta maskinerna i skick. Det fanns inget intresse för nättillverkning i staden, så Anders Ohls tog med sig maskinerna till Björkö.
På Björkö tillverkade Ohls en större maskin med 300 skyttlar, men denna blev för tung för att veva. Han köpte då en motor av Bröderna Wickströms Motorfabrik Ab i Vasa.
År 1936 kom ingenjören Jarl Lindeman vid Ab Aino Lindeman till Björkö och frågade om Ohls kunde göra maskiner med dubbelknut. Anders Ohls och hans son Anton började bekanta sig med hur de dubbelknutna näten var konstruerade, och kunde sedan tillverka en prototyp. Detta ledde till att ett samarbete mellan Ab Aino Lindeman och Anders Ohls inleddes. Maskinen blev färdig år 1938. Näten sändes till Vancouver i Kanada för att bli godkända av finska fiskare där samt av myndigheterna. Bolagsordningen mellan Ohls och Ab Aino Lindeman blev att de skulle dela på aktierna 50/50. Ohls 50 % delade han med sina söner för att ordna arbete även till dem. Det beslöts också att en fabrik skulle byggas vid namn Anders Ohls Fiskeredskapsfabrik Ab. Fabriken verkade till år 1980. 
Utöver sitt nätbindningsarbete grundade Ohls även Björkö Ångsåg och Kvarn Ab år 1902 och var även föreståndare för Björkös fiskrökeri och iskällare. Ohls var också engagerad i Replot kommun, som Björkö hörde till, och valdes till kommunens första kommunalfullmäktiges ordförande år 1932. I denna post verkade han i över tio års tid.

## Privatliv
Anders Ohls var gift två gånger. Hans första fru hette Amanda Djup och tillsammans med henne fick han fyra barn, två döttrar och två söner. Hans andra fru hette Augusta Doktar och med henne fick Ohls också fyra barn, en dotter och tre söner.
Ohls var aktiv i kommunen och förutom detta tillhörde han även ungdomsföreningen, nykterhetsföreningen och den frivilliga brandkåren. Han var även intresserad av bland annat målning, fotografering och naturen. Hans intresse för natur tog sig uttryck i bland annat en bok om livet i skärgården samt ett fågelskyddsområde som grundades på hans initiativ på Björkögrunden och Valsörarna.
Anders Ohls avled hemma på Björkö den 22 juli 1961, och var då 87 år gammal. 